# Liste des îles de Russie
Voici une liste des îles appartenant à la Russie.

## Par zone géographique

### Mer Baltique
- Kotline
- Retusaari (Kronstadt)

- Îles extérieures du golfe de Finlande
  - Essaari
  - Hogland
  - Itä-Viiri
  - Länsi-Viiri
  - Lavansaari
  - Paatio
  - Peninsaari
  - Pitkäpaasi
  - Ravansaari
  - Ruuskeri
  - Seiskari
  - Someri
  - Suursaari
  - Säyvö (Pien-Tytärsaari)
  - Tytärsaari

### Océan Arctique
De l'ouest vers l'est :

#### Mer Blanche
- Îles Solovetski
- Île Morjovets
- Île de Ki

#### Mer de Barents
- Archipel François-Joseph (Liste des îles de l'archipel François-Joseph) :
  - Terre Alexandra
  - Terre George
  - Île Graham Bell
  - Île Rudolf
  - Terre de Wilczek

- Kolgouïev

#### entreMer de BarentsetMer de Kara
- Île Vaïgatch

- Nouvelle-Zemble
  - Île Ioujny
  - Île Severny

#### Mer de Kara
rattachées au district autonome de Iamalo-Nénets
- Bely
- Île Sharapovy Koshki
- Île Chokalski
- Île Neupokoev
- Vilkitski

rattachées au krai de Krasnoïarsk
- Île Dikson
- Îles Heiberg
- Îles Kolossovykh
- Îles de l'Institut Arctique
- Îles Izvesti TSIK
- Archipel Nordenskiöld
- Îles Sergueï Kirov
- Île Sibiriakov
- Île de la Solitude
- Île Sverdrup
- Île Vize

#### EntreMer de KaraetMer des Laptev
- Terre du Nord ou Severnaïa Zemlia, Zemble du Nord
  - Île Bolchevique
  - Île Komsomolets
  - Île de la Révolution-d'Octobre
  - île Pionnier
  - Île Schmidt

#### Mer des Laptev
- Îles Béguitchev

#### EntreMer des LaptevetMer de Sibérie orientale
- Archipel de Nouvelle-Sibérie :
  - îles Anjou
    - Île Belkov
    - Île Kotelny
    - île de Nouvelle-Sibérie
    - Île Faddeïevski

  - îles De Long
    - Île Bennett
    - île Henriette
    - Île Jeannette
    - Île Henriette
    - Île Vilkitski
    - Île Jokhov

  - Îles Liakhov
    - Grande île Liakhov
    - Petite île Liakhov
    - Île Stolbovoï
    - Îlot Semionovski (ancienne île submergée)

#### Mer de Sibérie orientale
- Île Aïon
- Archipel des Medvéji

#### EntreMer de Sibérie orientaleetMer des Tchouktches
- Île Wrangel

#### Mer des Tchouktches
- Île Herald
- Île Kolioutchine

### Océan Pacifique
Du nord au sud :

#### Mer de Béring
- îles Diomède
- Île Karaguinski
- Îles Komandorski
  - Île Béring
  - Île Medny

#### Mer d'Okhotsk
- Îles Chantar

- Îles Kouriles :
  - Choumchou
  - Île Atlassov
  - Itouroup
  - Kounachir
  - Onekotan
  - Paramouchir
  - Chiachkotan
  - Chikotan
  - Simouchir
  - Ouroup

- Lisy
- Jonas
- Makanrushi
- Moneron
- Sakhaline

### Îles lacustres

#### Lac Ladoga
- Valaam

#### Lac Baïkal
- Île d'Olkhon

#### Lac Onega
- Kiji

## Par superficie
Ce tableau regroupe les îles russes de plus de 3 000 km2, classées par superficie décroissante.
|    | Nom                            | Archipel         | Superficie (km²) |
| -- | ------------------------------ | ---------------- | ---------------- |
| 1  | Sakhaline                      | -                | 76 400           |
| 2  | Île Severny                    | Nouvelle-Zemble  | 48 904           |
| 3  | Île Ioujny                     | Nouvelle-Zemble  | 33 275           |
| 4  | Île Kotelny                    | Nouvelle-Sibérie | 23 165           |
| 5  | Île de la Révolution-d'Octobre | Terre du Nord    | 14 170           |
| 6  | Île Bolchevique                | Terre du Nord    | 11 312           |
| 7  | Île Komsomolets                | Terre du Nord    | 9 006            |
| 8  | Île Wrangel                    | -                | 7 850            |
| 9  | Île de Nouvelle-Sibérie        | Nouvelle-Sibérie | 6 200            |
| 10 | Grande Liakhov                 | Nouvelle-Sibérie | 4 600            |
| 11 | Île Vaïgatch                   | -                | 3 383            |
| 12 | Kolgouïev                      | -                | 3 200            |
| 13 | Itouroup                       | Kouriles         | 3 139            |